# Guadalupe de Atlas
Guadalupe de Atlas es una localidad del estado mexicano de Aguascalientes. Es parte del municipio de Asientos.

## Demografía
| Gráfica de evolución demográfica |
|                                  |

| Censo | Población |
| ----- | --------- |
| 1900  | 361       |
| 1910  | 255       |
| 1921  | 196       |
| 1930  | 468       |
| 1940  | 340       |
| 1950  | 371       |
| 1960  | 423       |
| 1970  | 740       |
| 1980  | 1 007     |
| 1990  | 1 691     |
| 2000  | 1 803     |
| 2010  | 2 259     |
| 2020  | 2 653     |